# Tame Impala
Tame Impala ( /teɪm ɪmˈpɑːlə/) er et australsk psykedelisk musikprojekt grundlagt af Kevin Parker i 2007. Projektet, startede som et solo hjemmestudieprojekt for Parker, som både spiller, skriver, indspiller og producerer musikken. Som et live-band, består projektet af Parker (guitar, vokal), Jay Watson (synthesizer, vokal, guitar), Dominic Simper (guitar, synthesizer), Cam Avery (bas, guitar, vokal), og Julien Barbagallo (trommer, vokal). Tame Impalas pladeselskab i USA er Interscope Records (tidligere Modular Recordings), og Fiction Records i Storbritannien. Tame Impala spillede på Roskilde Festival 2011 og senere som hovednavn til en anmelderrost koncert i 2016.
Efter en række singler og EP'er, i 2010, udgav Tame Impala deres debutalbum, Innerspeaker, som blev certificeret til guld i Australien, og godt modtaget af anmeldere. Projektets 2012 opfølgning, Lonerism, blev også hyldet, opnåede platin i Australien, og modtog en Grammy - nomineret for Best Alternative Music Album. Projektets tredje album, Currents, blev udgivet i juli 2015, og ligesom sin forgænger, vandt det ARIA Awards for Best Rock Album og Årets Album. Parker vandt APRA Award for Årets Sang 2016 for Currents' første nummer, "Let It Happen".